# Contagious (disc)
Contagious és el novè disc d'estudi Y&T i el darrer que publicaren durant els anys 80.

## Llista de cançons
1. Contagious
2. L.A. Rocks
3. Temptation
4. The Kid Goes Crazy
5. Fight For Your Life
6. Armed And Dangeros
7. Rhythm Or Not
8. Bodily Harm
9. Eyes Of A Stranger
10. I'll Cry For You [Instrumental]

## Músics
- Dave Meniketti - veu i guitarra
- Joey Alves - guitarra
- Phil Kennemore - baix
- Jimmy DeGrasso - bateria